# João Carlos
João Carlos dos Santos, detto João Carlos (Sete Lagoas, 10 settembre 1972), è un ex calciatore brasiliano, di ruolo difensore.

## Caratteristiche tecniche
Giocava come difensore centrale.

## Carriera

### Club
Rivelatosi nel Democrata, nel 1994 passò brevemente al Cruzeiro, dove vinse il Campeonato Mineiro; tornato al Democrata, venne nuovamente acquistato dal Cruzeiro nel 1996, rimanendovi fino al 1999 e partecipando al vittorioso biennio 1997-1998, nel corso del quale il club vinse Coppa Libertadores, Recopa Sudamericana e Campeonato Mineiro. Nel 1999 passò al Corinthians, con il quale vinse subito campionato nazionale e campionato statale e, successivamente, il campionato mondiale per club FIFA 2000. Nel 2001 tornò al Cruzeiro, e vi giocò fino al 2002, anno nel quale si trasferì in Giappone, per giocare nel Cerezo Osaka, che in quel periodo militava in J League 2, la seconda divisione del campionato giapponese di calcio; la stagione terminò con la promozione del club in J League. Nel 2004 João Carlos lasciò il Giappone per tornare in patria, al Botafogo; nella squadra di Rio de Janeiro rimase fino al mese di dicembre; nel 2005 si trasferì al Paysandu, e dopo un ritorno al Democrata, la squadra dove aveva debuttato, si ritirò con la maglia dell'Ipatinga.
Ha all'attivo 90 presenze nel campionato brasiliano di calcio.

### Nazionale
Con la Nazionale brasiliana giocò 10 partite nel 1999, venendo incluso nella rosa dei convocati per la Copa América 1999.

## Palmarès

### Club

#### Competizioni statali
- Campeonato Mineiro: 4

Cruzeiro: 1994, 1996, 1997, 1998
- Campeonato Paulista: 1

Corinthians: 1999

#### Competizioni nazionali
- Campionato brasiliano: 1

Corinthians: 1999
- Coppa del Brasile: 1

Cruzeiro: 1996

#### Competizioni internazionali
- Coppa Libertadores: 1

Cruzeiro: 1997
- Recopa Sudamericana: 1

Cruzeiro: 1998
- Coppa del mondo per club: 1

Corinthians: 2000

### Nazionale
- Coppa America: 1

Paraguay 1999